# Mi benedica padre
Mi benedica padre (Bless Me Father) è una serie televisiva britannica in 21 episodi trasmessi per la prima volta nel corso di tre stagioni dal 1978 al 1981. È una sitcom con protagonista Arthur Lowe nel ruolo di padre Charles Clement Duddleswell.

## Trama
Inghilterra, anni 1950. Un sacerdote irlandese cattolico (padre Charles Duddleswell) e il suo giovane curato (padre Neil Boyd),  operano nella parrocchia immaginaria di St. Jude, in una zona periferica di Londra. La serie include tra i suoi personaggi anche la signora Pring (la perpetua), l'alcolista dottor Daley, il vicino ateo Billy Buzzle e la madre badessa Stephen.

## Personaggi e interpreti
- Padre Charles Clement Duddleswell (21 episodi, 1978-1981), interpretato da Arthur Lowe.
- Padre Neil Boyd (21 episodi, 1978-1981), interpretato da Daniel Abineri.
- Mrs. Pring (21 episodi, 1978-1981), interpretata da Gabrielle Daye.
- Dottor Daley (12 episodi, 1978-1981), interpretato da Patrick McAlinney.
- Billy Buzzle (9 episodi, 1978-1981), interpretato da David Ryall.
- Mother Stephen (8 episodi, 1978-1981), interpretata da Sheila Keith.
- Mr. Pinkerton (4 episodi, 1978-1981), interpretato da Geoffrey Drew.
- Mrs. Rollings (3 episodi, 1978-1981), interpretata da Pamela Ruddock.

## Produzione
La serie fu prodotta da London Weekend Television. Il regista è David Askey (che è anche il produttore), lo sceneggiatore Peter de Rosa (sotto lo pseudonimo di Neil Boyd, che è il nome di uno dei personaggi principali nonché narratore della serie di romanzi su cui si basa la serie TV).

## Distribuzione
La serie fu trasmessa nel Regno Unito dal 24 settembre 1978 al 16 agosto 1981 sulla rete televisiva Independent Television. In Italia è stata trasmessa negli anni 1980 su Rete 4 con il titolo Mi benedica padre.
Alcune delle uscite internazionali sono state:
- nel Regno Unito il 24 settembre 1978 (Bless Me Father)
- nei Paesi Bassi il 2 ottobre 1979
- in Italia (Mi benedica padre)

## Episodi
| Stagione         | Episodi | Prima TV Regno Unito |
| ---------------- | ------- | -------------------- |
| Prima stagione   | 7       | 1978                 |
| Seconda stagione | 7       | 1979-1980            |
| Terza stagione   | 7       | 1981                 |